# بنتون (ایلینوی)
بنتون، ایلینوی (به انگلیسی: Benton, Illinois) یک شهر در ایالات متحده آمریکا با جمعیت ۷٬۰۸۷ نفر است که در ایلی‌نوی واقع شده‌است.

## موقعیت جغرافیایی
موقعیت جغرافیایی شهرها و مناطق اطراف به شرح زیر است: